# Ján Zachara
Ján Zachara (ur. 27 sierpnia 1928 w Kubrze, obecnie dzielnica Trenczyna, zm. 2 stycznia 2025 w Novej Dubnicy) – czechosłowacki pięściarz, złoty medalista XV Letnich Igrzysk Olimpijskich w Helsinkach (1952) w kategorii piórkowej.

## Odznaczenia
- Order Ľudovíta Štúra II Klasy – 2003, Słowacja[3]